# Бейфілд (Вісконсин)
Бейфілд (англ. Bayfield) — місто (англ. city) в США, в окрузі Бейфілд штату Вісконсин. Населення — 584 особи (2020).

## Географія
Бейфілд розташований за координатами 46°48′59″ пн. ш. 90°49′34″ зх. д. / 46.81639° пн. ш. 90.82611° зх. д. (46.816473, -90.826018).  За даними Бюро перепису населення США в 2010 році місто мало площу 2,25 км², з яких 2,23 км² — суходіл та 0,02 км² — водойми.

## Демографія
Згідно з переписом 2010 року, у місті мешкало 487 осіб у 261 домогосподарстві у складі 130 родин. Густота населення становила 217 осіб/км².  Було 482 помешкання (214/км²).
Расовий склад населення:
| - 77,8 % — білих - 14,8 % — корінних американців - 1,0 % — азіатів - 0,2 % — чорних або афроамериканців |

До двох чи більше рас належало 6,2 %. Частка іспаномовних становила 1,8 % від усіх жителів.
За віковим діапазоном населення розподілялося таким чином: 15,4 % — особи молодші 18 років, 57,7 % — особи у віці 18—64 років, 26,9 % — особи у віці 65 років та старші. Медіана віку мешканця становила 53,2 року. На 100 осіб жіночої статі у місті припадало 95,6 чоловіків;  на 100 жінок у віці від 18 років та старших — 92,5 чоловіків також старших 18 років.
Середній дохід на одне домашнє господарство  становив 51 699 доларів США (медіана — 41 094), а середній дохід на одну сім'ю — 58 583 долари (медіана — 47 031). Медіана доходів становила 40 543 долари для чоловіків та 36 563 долари для жінок. За межею бідності перебувало 7,7 % осіб, у тому числі 1,1 % дітей у віці до 18 років та 18,1 % осіб у віці 65 років та старших.
Цивільне працевлаштоване населення становило 277 осіб. Основні галузі зайнятості: освіта, охорона здоров'я та соціальна допомога — 36,5 %, мистецтво, розваги та відпочинок — 14,4 %, роздрібна торгівля — 9,4 %, публічна адміністрація — 9,4 %.